# Всем тяжбам тяжба
«Всем тяжбам тяжба, или Когда судится женщина, сам чёрт ей не брат» (англ. The Devil's Law Case) — трагикомедия английского драматурга Джона Уэбстера, впервые опубликованная в 1623 году и предположительно поставленная на сцене труппой «Слуги Её Величества» незадолго до этого события.
Действие пьесы происходит в Неаполе, её главные герои — алчный купец Ромелио и его мать Леонора. По ходу действия Ромелио осознаёт, что его эгоизм губителен для него самого, и заключает, по выражению литературоведа А. Горбунова, «добродетельный брак». Исследователи видят здесь влияние мистицизма и сближение с эстетикой Джона Флетчера и Фрэнсиса Бомонта.